# Stara Huta, Seredîna-Buda
Stara Huta (în ucraineană Стара Гута) este localitatea de reședință a comunei Stara Huta din raionul Seredîna-Buda, regiunea Sumî, Ucraina.

## Demografie
Componența lingvistică a localității Stara Huta
     Rusă (90,5%)
     Ucraineană (9,5%)
Conform recensământului din 2001, majoritatea populației localității Stara Huta era vorbitoare de rusă (90,5%), existând în minoritate și vorbitori de ucraineană (9,5%).